# Temporada 1987-88 de los Boston Celtics
La temporada 1987-88 fue la cuadragésimo segunda de los Boston Celtics en la NBA. La temporada regular acabó con 57 victorias y 25 derrotas, acabando primeros de la Conferencia Este y clasificándose para los playoffs, donde cayeron en las Finales de Conferencia ante Detroit Pistons.

## Elecciones en el Draft
| Ronda | Puesto | Jugador      | Posición | Nacionalidad   | Universidad/Club |
| ----- | ------ | ------------ | -------- | -------------- | ---------------- |
| 1     | 22     | Reggie Lewis | Alero    | Estados Unidos | Northeastern     |
| 2     | 45     | Brad Lohaus  | Pívot    | Estados Unidos | Iowa             |

## Temporada regular
| División Atlántico   | División Atlántico | División Atlántico | División Atlántico | División Atlántico | División Atlántico | División Atlántico | División Atlántico | División Atlántico |
| Equipo               | G                  | P                  | %                  | PD                 | Casa               | Fuera              | Div                |                    |
| -------------------- | ------------------ | ------------------ | ------------------ | ------------------ | ------------------ | ------------------ | ------------------ | ------------------ |
| y-Boston Celtics     | 57                 | 25                 | .695               | –                  | 36–5               | 21–20              | 19–5               |                    |
| x-Washington Bullets | 38                 | 44                 | .463               | 19                 | 25–16              | 13–28              | 13–11              |                    |
| x-New York Knicks    | 38                 | 44                 | .463               | 19                 | 29–12              | 9–32               | 10–14              |                    |
| Philadelphia 76ers   | 36                 | 46                 | .439               | 21                 | 27–14              | 9–32               | 12–12              |                    |
| New Jersey Nets      | 19                 | 63                 | .232               | 38                 | 16–25              | 3–38               | 6–18               |                    |

## Playoffs

### Primera ronda
Boston Celtics vs. New York Knicks 
| Fecha       | Partido                                 | Ciudad     |
| ----------- | --------------------------------------- | ---------- |
| 29 de abril | Boston Celtics 112, New York Knicks 92  | Boston     |
| 1 de mayo   | Boston Celtics 128, New York Knicks 102 | Boston     |
| 4 de mayo   | New York Knicks 109, Boston Celtics 100 | Nueva York |
| 6 de mayo   | New York Knicks 94, Boston Celtics 102  | Nueva York |
|             | Boston Celtics gana las series 3-1      |            |

### Semifinales de Conferencia
Boston Celtics  vs. Atlanta Hawks
| Fecha      | Partido                               | Ciudad  |
| ---------- | ------------------------------------- | ------- |
| 11 de mayo | Boston Celtics 110, Atlanta Hawks 101 | Boston  |
| 13 de mayo | Boston Celtics 108, Atlanta Hawks 97  | Boston  |
| 15 de mayo | Atlanta Hawks 110, Boston Celtics 92  | Atlanta |
| 16 de mayo | Atlanta Hawks 118, Boston Celtics 109 | Atlanta |
| 18 de mayo | Boston Celtics 104, Atlanta Hawks 112 | Boston  |
| 20 de mayo | Atlanta Hawks 100, Boston Celtics 102 | Atlanta |
| 22 de mayo | Boston Celtics 118, Atlanta Hawks 116 | Boston  |
|            | Boston Celtics gana las series 4-3    |         |

### Finales de Conferencia
Boston Celtics  vs. Detroit Pistons
| Fecha      | Partido                                 | Ciudad  |
| ---------- | --------------------------------------- | ------- |
| 25 de mayo | Boston Celtics 96, Detroit Pistons 104  | Boston  |
| 26 de mayo | Boston Celtics 119, Detroit Pistons 115 | Boston  |
| 28 de mayo | Detroit Pistons 98, Boston Celtics 94   | Detroit |
| 30 de mayo | Detroit Pistons 78, Boston Celtics 79   | Detroit |
| 1 de junio | Boston Celtics 96, Detroit Pistons 102  | Boston  |
| 3 de junio | Detroit Pistons 95, Boston Celtics 90   | Detroit |
|            | Detroit Pistons gana las series 4-2     |         |

## Estadísticas
| Rk | Jugador          | Edad | P  | PT | MP   | TC   | TCI  | %TC  | T3  | T3I | %T3  | TL  | TLI | %TL  | RO  | RD  | RT  | AS  | RB  | TAP | BP  | FP  | PTS  |
| -- | ---------------- | ---- | -- | -- | ---- | ---- | ---- | ---- | --- | --- | ---- | --- | --- | ---- | --- | --- | --- | --- | --- | --- | --- | --- | ---- |
| 1  | Larry Bird       | 31   | 76 | 75 | 39.0 | 11.6 | 22.0 | .527 | 1.3 | 3.1 | .414 | 5.5 | 6.0 | .916 | 1.4 | 7.8 | 9.3 | 6.1 | 1.6 | 0.8 | 2.8 | 2.1 | 29.9 |
| 2  | Danny Ainge      | 28   | 81 | 81 | 37.3 | 6.0  | 12.1 | .491 | 1.8 | 4.4 | .415 | 2.0 | 2.2 | .878 | 0.7 | 2.3 | 3.1 | 6.2 | 1.4 | 0.2 | 1.9 | 2.5 | 15.7 |
| 3  | Kevin McHale     | 30   | 64 | 63 | 37.3 | 8.6  | 14.2 | .604 | 0.0 | 0.0 |      | 5.4 | 6.8 | .797 | 2.5 | 5.9 | 8.4 | 2.7 | 0.4 | 1.4 | 2.2 | 2.8 | 22.6 |
| 4  | Dennis Johnson   | 33   | 77 | 74 | 34.7 | 4.6  | 10.4 | .438 | 0.2 | 0.6 | .261 | 3.3 | 3.9 | .856 | 0.8 | 2.3 | 3.1 | 7.8 | 1.2 | 0.4 | 2.5 | 2.6 | 12.6 |
| 5  | Robert Parish    | 34   | 74 | 73 | 31.2 | 6.0  | 10.1 | .589 | 0.0 | 0.0 | .000 | 2.4 | 3.3 | .734 | 2.3 | 6.1 | 8.5 | 1.6 | 0.7 | 1.1 | 2.1 | 2.7 | 14.3 |
| 6  | Jim Paxson       | 30   | 28 | 2  | 19.2 | 3.4  | 6.8  | .492 | 0.1 | 0.5 | .154 | 1.9 | 2.2 | .885 | 0.3 | 0.7 | 1.0 | 1.8 | 0.8 | 0.1 | 1.0 | 1.6 | 8.7  |
| 7  | Jerry Sichting   | 31   | 24 | 1  | 15.4 | 1.8  | 3.4  | .537 | 0.1 | 0.3 | .250 | 0.3 | 0.5 | .667 | 0.2 | 0.7 | 0.9 | 2.5 | 0.6 | 0.0 | 0.6 | 1.3 | 4.1  |
| 8  | Mark Acres       | 25   | 79 | 5  | 14.6 | 1.4  | 2.6  | .532 | 0.0 | 0.0 |      | 0.9 | 1.4 | .640 | 1.3 | 2.1 | 3.4 | 0.5 | 0.4 | 0.3 | 0.7 | 2.5 | 3.6  |
| 9  | Dirk Minniefield | 27   | 61 | 6  | 14.2 | 1.4  | 2.8  | .480 | 0.0 | 0.2 | .273 | 0.4 | 0.5 | .844 | 0.4 | 0.9 | 1.2 | 3.1 | 0.7 | 0.0 | 1.3 | 1.8 | 3.2  |
| 10 | Darren Daye      | 27   | 47 | 8  | 13.9 | 2.4  | 4.6  | .516 | 0.0 | 0.0 | .000 | 1.3 | 1.9 | .678 | 0.6 | 1.0 | 1.6 | 1.5 | 0.6 | 0.1 | 0.9 | 1.4 | 6.0  |
| 11 | Fred Roberts     | 27   | 74 | 14 | 13.9 | 2.2  | 4.5  | .488 | 0.0 | 0.1 | .000 | 1.7 | 2.2 | .776 | 0.8 | 1.4 | 2.2 | 1.1 | 0.2 | 0.2 | 0.9 | 1.6 | 6.1  |
| 12 | Artis Gilmore    | 38   | 47 | 4  | 11.1 | 1.2  | 2.1  | .574 | 0.0 | 0.0 |      | 1.0 | 1.9 | .527 | 1.1 | 2.0 | 3.1 | 0.3 | 0.2 | 0.4 | 0.8 | 2.0 | 3.5  |
| 13 | Brad Lohaus      | 23   | 70 | 4  | 10.3 | 1.7  | 3.5  | .496 | 0.0 | 0.2 | .231 | 0.7 | 0.9 | .806 | 0.7 | 1.3 | 2.0 | 0.7 | 0.3 | 0.6 | 0.8 | 1.8 | 4.2  |
| 14 | Reggie Lewis     | 22   | 49 | 0  | 8.3  | 1.8  | 3.9  | .466 | 0.0 | 0.1 | .000 | 0.8 | 1.2 | .702 | 0.6 | 0.7 | 1.3 | 0.5 | 0.3 | 0.3 | 0.6 | 1.1 | 4.5  |
| 15 | Conner Henry     | 24   | 10 | 0  | 8.1  | 1.1  | 2.8  | .393 | 0.3 | 0.8 | .375 | 0.9 | 1.0 | .900 | 0.2 | 0.8 | 1.0 | 1.2 | 0.1 | 0.1 | 0.9 | 1.1 | 3.4  |
| 16 | Greg Kite        | 26   | 13 | 0  | 6.6  | 0.7  | 1.8  | .391 | 0.0 | 0.0 |      | 0.1 | 0.5 | .167 | 0.8 | 1.1 | 1.8 | 0.2 | 0.2 | 0.6 | 0.7 | 1.2 | 1.5  |

## Galardones y récords
| Jugador/Entrenador | Galardón                                    |
| Larry Bird         | Mejor quinteto de la NBA All-Star           |
| Kevin McHale       | Mejor quinteto defensivo de la NBA All-Star |
| Danny Ainge        | All-Star                                    |